# Телхине
Телхине су у грчкој митологији биле нимфе које су добиле назив по Телхинима.

## Митологија
Биле су урођенице острва Родоса. Једна од њих је била нимфа Халија, у коју се био заљубио Посејдон и са њом изродио шест синова и кћерку Роду. Телхине су предосетиле да ће острво бити потопљено, па су се разбежале на разне стране, а већина је отишла у Ликију. На тај начин су изгубиле право поседа острва, па је Рода остала једина наследница када се оно поново појавило из мора.

## Тумачење
Према Роберту Гревсу, Телхина („очаравајућа“) или Данаида је било три и оне су представљале Тројну месечеву богињу Данају. Њихова имена су истовремено и имена три главна града на острву Родосу, Линда, Камира и Јалиса. Гревс њихова имена изводи од речи linodeousa („која везује ланеним концем“), catamerizousa („она која дели, односно саучествује“) и ialemistria („која цвили“) и зато их упоређује са Суђајама, односно Мојрама. Наиме, значења имена описују улоге Суђаја.